# Distrikt Congas
Der Distrikt Congas liegt in der Provinz Ocros in der Region Ancash in West-Peru. Der Distrikt wurde am 13. Dezember 1943 gegründet. Er hat eine Fläche von 109 km². Beim Zensus 2017 wurden 1294 Einwohner gezählt. Im Jahr 1993 betrug die Einwohnerzahl 1251, im Jahr 2007 1215. Die Distriktverwaltung befindet sich in der 3055 m hoch gelegenen Ortschaft Congas mit 671 Einwohnern (Stand 2017). Congas liegt 9 km nordnordwestlich der Provinzhauptstadt Ocros.

## Geographische Lage
Der Distrikt Congas liegt in der peruanischen Westkordillere im Norden der Provinz Ocros. Das Areal wird über die Quebrada Choque (im Oberlauf Río Congas) nach Westen entwässert.
Der Distrikt Congas grenzt im Westen an den Distrikt Colquioc, im Norden an den Distrikt Huayllacayán (beide in der Provinz Bolognesi), im Osten und Südosten an den Distrikt Ocros sowie im Südwesten an den Distrikt San Pedro.

## Ortschaften im Distrikt
Im Distrikt Congas gibt es neben dem Hauptort Congas folgende Ortschaften:
- Chachascoto
- Cruzpata
- La Unión
- Maravillas
- Miramar
- Paracpayan
- Pariachichi
- Vista Alegre (274 Einwohner)